# توماس نيلسون
توماس نيلسون (بالإنجليزية: Thomas Nelson) هو قاضي ومحامي أمريكي، ولد في 23 يناير 1819 في بيكسكيل في الولايات المتحدة، وتوفي في 25 يوليو 1907 في نيويورك في الولايات المتحدة.